# Episodi di Abbott Elementary (quarta stagione)

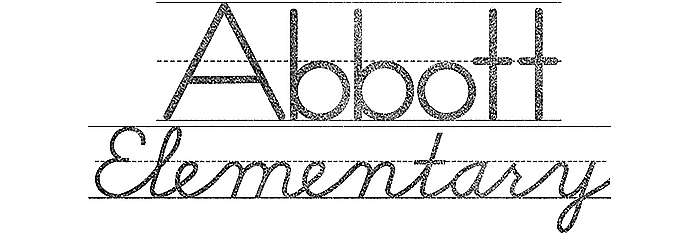
Logo della serie televisiva

La quarta stagione della serie televisiva Abbott Elementary, composta da 22 episodi, è stata trasmessa in prima visione negli Stati Uniti d'America dal canale ABC dal 9 ottobre 2024 al 16 aprile 2025.
In Italia i primi otto episodi sono stati distribuiti sulla piattaforma streaming Disney+ a partire dal 26 febbraio 2025. Il 14 maggio vengono caricati sulla stessa piattaforma i sette episodi seguenti e il 2 luglio quelli rimanenti.
| n° | Titolo originale        | Titolo italiano                     | Prima TV USA     | Pubblicazione Italia |
| -- | ----------------------- | ----------------------------------- | ---------------- | -------------------- |
| 1  | Back to School          | Ritorno a scuola                    | 9 ottobre 2024   | 26 febbraio 2025     |
| 2  | Ringworm                | La tigna                            | 16 ottobre 2024  | 26 febbraio 2025     |
| 3  | Class Pet               | L'animale domestico di classe       | 23 ottobre 2024  | 26 febbraio 2025     |
| 4  | Costume Contest         | La gara dei costumi                 | 30 ottobre 2024  | 26 febbraio 2025     |
| 5  | Dad Fight               | La lite dei papà                    | 6 novembre 2024  | 26 febbraio 2025     |
| 6  | The Deli                | La gastronomia                      | 13 novembre 2024 | 26 febbraio 2025     |
| 7  | Winter Show             | Lo spettacolo invernale             | 4 dicembre 2024  | 26 febbraio 2025     |
| 8  | Winter Break            | Le vacanze invernali                | 4 dicembre 2024  | 26 febbraio 2025     |
| 9  | Volunteers              | Volontari                           | 8 gennaio 2025   | 14 maggio 2025       |
| 10 | Testing                 | Le verifiche                        | 15 gennaio 2025  | 14 maggio 2025       |
| 11 | Strike                  | Sciopero                            | 22 gennaio 2025  | 14 maggio 2025       |
| 12 | Girard Creek            | Girard Creek                        | 29 gennaio 2025  | 14 maggio 2025       |
| 13 | The Science Fair        | La fiera della scienza              | 5 febbraio 2025  | 14 maggio 2025       |
| 14 | District Budget Meeting | Riunione di bilancio del distretto  | 12 febbraio 2025 | 14 maggio 2025       |
| 15 | 100th Day of School     | Il 100º giorno di scuola            | 26 febbraio 2025 | 14 maggio 2025       |
| 16 | Books                   | Libri                               | 5 marzo 2025     | 2 luglio 2025        |
| 17 | Karaoke                 | Karaoke                             | 12 marzo 2025    | 2 luglio 2025        |
| 18 | Audit                   | Controllo                           | 19 marzo 2025    | 2 luglio 2025        |
| 19 | Music Class             | La lezione di musica                | 26 marzo 2025    | 2 luglio 2025        |
| 20 | Ava Fest: Tokyo Drift   | La festa di Ava: la deriva di Tokyo | 2 aprile 2025    | 2 luglio 2025        |
| 21 | Rally                   | La mobilitazione                    | 9 aprile 2025    | 2 luglio 2025        |
| 22 | Please Touch Museum     | Il Please Touch Museum              | 16 aprile 2025   | 2 luglio 2025        |

## Ritorno a scuola
- Titolo originale: Back to School
- Diretto da: Randall Einhorn
- Scritto da: Quinta Brunson

### Trama
Con l'inizio del nuovo anno scolastico, un bambino bianco si iscrive alla scuola elementare Abbott perché, con la costruzione del nuovo campo da golf, la zona sta acquisendo pregio. Nel frattempo Janine e Gregory confessano alle telecamere che si stanno frequentando, ma non vogliono farlo sapere né ai colleghi né agli studenti che tuttavia l'hanno già capito. A causa dei lavori per il campo da golf, alcuni tubi dell'acqua sono danneggiati provocando un calo di pressione nella scuola. Durante la settimana, giunge il capo delle risorse umane (ex collega di Janine quando lavorava per il distretto) e Gregory vorrebbe convincere Janine a rendere nota la loro relazione per evitare problemi sul posto di lavoro ed essere più liberi, ma questa è titubante. Sempre a causa dei lavori, anche il gas viene momentaneamente interrotto provocando problemi al regolare svolgimento della pausa pranzo dei bambini nella mensa adirando ancora di più gli insegnanti. Parlando con Jacob, Gregory teme che Janine non voglia far sapere niente di loro perché non completamente innamorata. All'incontro di inizio anno degli insegnanti, ognuno di loro deve fare una presentazione, ma Janine ha dimenticato la sua a casa così Gregory si offre volontario per recuperarla. Quando questi arriva per la presentazione, i due sono costretti ad ammettere la loro relazione. Una volta soli, Janine confessa a Gregory che la sua paura nel rendere ufficiale il rapporto dipende dal fatto che la sua ultima relazione non ha funzionato, ma il giovane la rincuora. 
Dopodiché, Miles Nathaniel, un avvocato che rappresenta il nuovo campo da golf, si presenta a scuola e cerca di corrompere gli insegnanti affinché non si lamentino con l'amministrazione locale.
- Guest star: Jerry Minor (Mr. Morton), Nikea Gamby-Turner (Chanae), Matt Oberg (Miles Nathaniel).
- Ascolti USA: telespettatori 2 126 000[3]

## La tigna
- Titolo originale: Ringworm
- Diretto da: Randall Einhorn
- Scritto da: Brian Rubenstein

### Trama
Durante l'incontro dell'associazione genitori-insegnanti, alcuni genitori sollevano la questione della costruzione del golf club temendo che possa aumentare i costi dell'iscrizione alla scuola. Nel frattempo, Jacob si accorge che uno dei suoi studenti non fa altro che grattarsi il braccio durante la sua lezione così scopre che ha la tigna. Quando Jacob lo dice ai suoi colleghi, questi lo isolano. Janine scopre che Gregory è ipocondriaco tanto da igienizzare e sterilizzare la sua classe. Sfortunatamente per Jacob, il suo alunno viene rimandato a scuola con una lettera da parte della madre che avvisa l'insegnante l'impossibilità di tenere il ragazzo a casa prima della fine delle lezioni. Melissa allora avverte Janine che ha già in mente cosa fare: isolare tutto il secondo piano. Nonostante la precauzione di Janine, Gregory si rinchiude nella sua classe e cancella il piano di vedere un film con Janine. Allo stesso tempo Barbara insiste nell'essere immune perché protetta da Dio, ma Melissa non è totalmente d'accordo con la collega. Mentre Gregory spiega ai suoi alunni la pericolosità dei funghi, un alunno del secondo piano entra nella sua classe a lasciare una felpa al fratellino freddoloso che inizia a grattarsi il braccio. Con il diffondersi della malattia, Jacob propone agli altri insegnanti di riunire gli studenti contagiati in palestra per essere sorvegliati da un insegnante e si offre volontario per farlo. Vero fine giornata Barbara si rende conto di aver contratto la malattia e Gregory ripensa ai suoi deliri e decide di non cancellare il piano con Janine. Purtroppo per loro, entrambi contraggono la tigna così come Melissa.
- Guest star: Zack Fox (Tariq), Raven Goodwin (Krystal), Dax Rey (Brandon), Jonigan Booth (Tyree).
- Ascolti USA: telespettatori 1 997 000[4]

## L'animale domestico di classe
- Titolo originale: Class Pet
- Diretto da: Matt Sohn
- Scritto da: Jordan Temple

### Trama
- Guest star: Cree Summer (Ms. Inez), Matthew Law (O'Shon).
- Ascolti USA: telespettatori 1 911 000[5]

## La gara dei costumi
- Titolo originale: Costume Contest
- Diretto da: Randall Einhorn
- Scritto da: Brittani Nichols

### Trama
È Halloween e alla Abbott gli studenti e il corpo insegnanti indossano tutti dei costumi: Barbara è una tigre; Melissa è travestita da porcellino d'India; Gregory e Janine rendono omaggio a Jurassic Park rispettivamente con i costumi di Mr. DNA, la molecola di DNA, e della zanzara intrappolata nell'ambra; mentre Jacob è vestito come il presentatore del programma americano Wheel of Fortune, Pat Sajak; Ava è Blade; il signor Johnson una versione emo del cestista Jimmy Butler e Ms. Inez da gatto col cappello. Sono tutti pronti per gareggiare e provare a vincere il concorso in maschera che si tiene annualmente a scuola.
Una mamma un po' troppo apprensiva, che ha la figlia nella classe di Barbara, solleva un problema circa il gioco della pesca delle mele in quanto ritenuto non igienico così costringe l'insegnante a cambiare i piani per la giornata. In biblioteca, Barbara si rende conto che il cambio dei piani non funziona e torna sui suoi passi, ma i bambini non si mostrano entusiasti.
Gregory e Janine partecipano come coppia al concorso ma nessuno capisce il loro costume, infatti vincono Melissa e il suo porcellino d'india travestito da Melissa. La sera, gli insegnanti partecipano ad un altro concorso in maschera in un bar e Gregory e Janine, frustrati, cambiano il costume in pane burro d'arachidi e marmellata per poi decidere di rimanere fedeli a loro stessi e usare i costumi inizialmente scelti. Come era successo a scuola, nessuno apprezza il loro costume e a vincere il concorso serale è Ava. 
- Guest star: Cree Summer (Ms. Inez).
- Ascolti USA: telespettatori 1 887 000[6]

## La lite dei papà
- Titolo originale: Dad Fight
- Diretto da: Justin Tan
- Scritto da: Ava Coleman

### Trama
Andando a lavoro, Melissa cade e si fa male nonostante sul momento dica ai colleghi che sta bene. Poco dopo, Gregory viene elogiato da una madre, Lisa, che gli dice che è un modello per il proprio figlio e regala al piccolo una matita. Il giorno dopo, Melissa sta peggio ma si rifiuta di andare dal medico. Nel frattempo Janine si comporta in modo passivo-aggressivo con Barbara perché le aveva prestato cinque dollari e quest'ultima non glieli ha ancora resi. Successivamente, nella classe di Gregory si presenta il padre del bambino, Darnell, sul piede di guerra perché crede che Gregory gli abbia mancato di rispetto così il genitore minaccia il maestro di picchiarlo. Il giorno dopo Melissa torna a scuola completamente guarita, ma si scopre che si è curata autonomamente usando farmaci di Jacob scaduti nel 2014 e che la sua caviglia ha un colore strano. Tutti la esortano, nuovamente, a farsi visitare da un medico. Quando la madre del bambino della classe di Gregory lo porta a scuola, l'insegnante chiede se questa ha parlato di lui col padre e, siccome non sono in buoni rapporti, lisa rivela di aver dipinto Gregory come un modello genitoriale per far ingelosire Darnell. Tariq, che ha sentito tutto, rassicura Gregory dicendogli che qualora dovesse combattere sarebbe dalla sua parte. Allo stesso tempo, Jacob e Janine giungono in soccorso per escogitare un piano e salvare Gregory che si ostina a non voler combattere con l'uomo.
Dall'infermiera della scuola, Melissa accusa dolori alla schiena e capisce che deve chiedere aiuto ad uno specialista. Nel frattempo, Gregory chiama suo padre per chiedergli un consiglio e questi, contro la sua aspettativa, lo esorta a lottare. Suona la campanella e finisce la giornata, Gregory è costretto a vedersela con Darnell. Ava apre le scommesse, ma Barbara non ha soldi quindi chiede cinque dollari a Janine che glieli presta nonostante tutto. Gregory riesce infine a convincere l'uomo a non lottare.
- Guest star: Orlando Jones (Martin Eddie), Zack Fox (Tariq), Langston Kerman (Darnell), X Mayo (Lisa).
- Ascolti USA: telespettatori 2 037 000[7]

## La gastronomia
- Titolo originale: The Deli
- Diretto da: Patrick Schumacker
- Scritto da: Kate Peterman

### Trama
- Special guest star: Josh Segarra (Manny).
- Guest star: Matt Oberg (Miles Nathaniel), Dax Rey (Brandon).
- Ascolti USA: telespettatori 2 208 000[8]

## Lo spettacolo invernale
- Titolo originale: Winter Show
- Diretto da: Randall Einhorn
- Scritto da: Justin Tan

### Trama
La Abbott organizza per la prima volta uno spettacolo di Natale e Janine, essendo la responsabile della coreografia del gruppo di ballo, sceglie come canzone Christmas in Hollis dei Run DMC. Nel frattempo, Barbara insegna ai suoi studenti dell'asilo Deck the Halls e Melissa occupa tutti i frigo della scuola per mettervi il cibo che servirà ai suoi parenti per la vigilia di Natale. Si scopre che il fratello di Jacob, Caleb, sarà in città per le feste dopo tre anni che i due non si vedono. Durante le prove di canto, una bambina musulmana che non festeggia il Natale viene presa in giro dai compagni, allora Barbara, per farla integrare, decide di cambiare la festa da spettacolo di Natale a spettacolo d'inverno, stravolgendo i piani di Janine e costringendo i suoi bambini ad imparare una nuova canzone in poco tempo. Caleb si presenta prima del previsto e fa una sorpresa a Jacob presentandosi a scuola dove viene ben accolto dai colleghi e dagli studenti di Jacob il quale si sente messo da parte. Le cose peggiorano quando Caleb viene invitato al podcast della scuola e Jacob lo interrompe rimproverando il fratello, ma Gregory si intromette e riesce a sanare il rapporto tra i due.
I bambini di Barbara non hanno abbastanza tempo per imparare la nuova canzone allora la maestra decide di cantare al posto loro, ma durante la festa d'inverno questa resta senza voce così Tariq prende in mano la situazione e fa cantare ai bambini una canzone che loro avevano scritto sulle quali note si esibiscono in una coreografia i ragazzi di Janine. La festa è un successo e i genitori della bambina musulmana apprezzano il gesto di Barbara.
Gregory, che per tutto l'episodio deve tagliarsi i capelli, aspetta troppo e scopre che il suo parrucchiere di fiducia è in vacanza; al suo posto trova il padre di Ava.
- Special guest star: Keith David (Frank).
- Guest star: Zack Fox (Tariq), George Sharpenson (Wendall), Matthew Law (O'Shon), Tyler Tomás Perez (Caleb).
- Ascolti USA: telespettatori 2 907 000[9]

## Le vacanze invernali
- Titolo originale: Winter Break
- Diretto da: Randall Einhorn
- Scritto da: Joya McCroy

### Trama
Durante la pausa scolastica delle vacanze natalizie, Janine invita Melissa, Barbara, Ava e Jacob a casa sua e di Gregory per festeggiare insieme la vigilia di Natale, ma tutti i colleghi rifiutano. Melissa deve preparare la cena per i suoi parenti e, siccome Jacob vive con lei, lui e Caleb la aiutano. La donna si sente sotto pressione perché deve dimostrare alla famiglia che può benissimo vivere senza marito. Nel frattempo, Janine e Gregory preparano i biscotti, guardano un film e la ragazza regala al fidanzato un pigiama intero che lui apprezza con difficoltà. 
Alla cena in famiglia di Melissa arrivano anche Barbara e suo marito accolti da un commento razzista dello zio Archie. A casa di Janine e Gregory giunge il bidello Mr. Johnson vestito da Babbo Natale che regala a lei un paio di calzini e a lui un libro e poi se ne va; poco dopo arriva anche Ava. Dopodiché, a casa di Melissa Jacob trova lo zio Archie, che era andato a fare un riposino in camera sua, morto, ma quando avverte Melissa, questa decide di tenerlo segreto per non rovinare la cena. Ava rivela alla coppietta di non avere nessuno con cui passare la vigilia e Gregory, che aveva conosciuto suo padre dal parrucchiere, decide di non tirare fuori l'argomento; i tre, poi, si mettono a guardare un film ma Janine chiede a Gregory di cacciarla e lui allora chiede alla preside perché non passi le feste col padre. Ava gli dice che non hanno buoni rapporti e Gregory, impietosito, la lascia restare. Nel frattempo, da Melissa la cena sta andando a gonfie vele, ma Jacob è impaziente di chiamare il 911. Poco prima del dessert, si presenta alla porta il ragazzo di Melissa, il capitano Robinson, allertato dal "Death Alert" quindi la donna rivela che lo zio Archie è morto, ma, con sorpresa di tutti, questi scende le scale.
Janine e Gregory litigano perché quest'ultimo non vuole né cacciare Ava né spiegare il perché alla sua fidanzata, ma Ava, che li sta origliando, decide di dire la verità anche a Janine. Alla fine Ava se ne va dalla casa dei due per andare ad una festa.
- Special guest star: Talia Shire (Teresa), Mike O'Malley (Capitan Robinson).
- Guest star: Lauren Weedman (Kristin Marie), Richard Brooks (Gerald), Tyler Tomás Perez (Caleb), Jeremy Luke (Anthony), Ian Patrick Williams (zio Archie), Chad Coe (Seamus).
- Ascolti USA: telespettatori 2 594 000[9]

## Volontari
- Titolo originale: Volunteers
- Diretto da: Randall Einhorn
- Scritto da: Garrett Werner

### Trama
Ad un incontro col corpo docenti, Ava annuncia che il distretto ha indetto un'iniziativa attraverso la quale saranno forniti dei volontari per le scuole. Finito il discorso, il segnapunti appeso al muro cade e si distrugge, così la preside chiama Miles Nathaniel che gliene nega uno nuovo. Nella sala relax della scuola, Janine rivela ai colleghi che si sente sollevata nel ricevere una mano dai volontari e Gregory aggiunge che ha bisogno di aiuto per l'orto scolastico poiché dei procioni lo stanno rovinando mentre Jacob vorrebbe che qualcuno riparasse le ventole del circuito di ventilazione della sua classe.
I volontari arrivano e si presentano, poi ognuno di loro viene incaricato di un compito. Dennis non si sente a suo agio davanti alle telecamere e decide di operare senza essere filmato. Charlie si offre di riparare le ventole, Frank di aiutare Gregory e il bidello Mr. Johnson con l'orto mentre "Dee" dà una mano a Janine e "Mac" diventa il tirapiedi di Ava. Sistemata la ventola, Charlie legge alla lavagna ciò che Jacob sta spiegando e quest'ultimo si rende conto che il volontario in realtà non sa leggere. Nel frattempo, anziché aiutare Gregory e il signor Johnson, Frank semina batterie nel compost e propone ai due di utilizzare urina per allontanare i procioni inimicandosi il bidello. Durante la sua lezione Janine scopre che "Dee" ha frequentato la sua stessa università: le due stringono amicizia. Passato un po' di tempo, Gregory e Jacob iniziano ad avanzare delle riserve sui volontari, ma Janine cerca di smorzare la loro titubanza. Allo stesso tempo, Melissa scopre che Dennis è il proprietario di Paddy's, un pub malfamato della città e, con i colleghi, si confronta con i "volontari": si scopre che in realtà sono criminali che devono svolgere lavori socialmente utili. Gli insegnanti li vogliono cacciare, ma Ava si oppone perché "Mac" sta svolgendo un buon lavoro.
Quando Gregory interrompe la lezione di Janine per chiederle un paio di forbici, "Dee" si infatua di lui e, nonostante scopra successivamente che è fidanzato con Janine, cerca in tutti i modi di sedurlo invano. Allo stesso tempo, Jacob e Melissa chiedono a Barbara di aiutare Charlie a imparare a leggere. Mentre Charlie legge un libro sugli uccelli protetti della Pennsylvania, a Ava viene in mente un'idea: ricattare Miles Nathaniel dicendo che nel nuovo campo da golf in costruzione sono state trovate uova di una specie protetta di uccelli e che Ava può insabbiare tutto se lui le farà avere un nuovo segnapunti. Alla fine della settimana, i volontari se ne vanno.
- Special guest star: Danny DeVito (Frank Reynolds), Kaitlin Olson (Deandra "Dee" Reynolds), Charlie Day (Charlie Kelly), Rob McElhenney (Ronald "Mac" McDonald), Glenn Howerton (Dennis Reynolds).
- Guest star: Matt Oberg (Miles Nathaniel), Christopher Daniel (JoJo), Taylor Garron (Tasha Hoffman).
- Ascolti USA: telespettatori 3 763 000[10]
- Curiosità: l'episodio è il primo di una coppia di crossover con la serie C'è sempre il sole a Philadelphia. Il secondo si svolge nella diciassettesima stagione di quest'ultima serie.

## Le verifiche
- Titolo originale: Testing
- Diretto da: Randall Keenan Winston
- Scritto da: Morgan Murphy

### Trama
- Guest star: Jerry Miron (Mr. Morton), Eric André (Cedric), Matthew Law (O'Shon), Christopher Daniel (JoJo), JeCobi Swain (Javon), Logan Carter (RJ McCann).
- Ascolti USA: telespettatori 2 849 000[11]

## Sciopero
- Titolo originale: Strike
- Diretto da: Jennifer Celotta
- Scritto da: Riley Dufurrena

### Trama
A causa dello sciopero dei mezzi di trasporto, la ragazza del centro estetico che frequentano Barbara e Melissa non può recarsi al lavoro. Le due insegnanti allora decidono di andare personalmente a prenderla e di portarla a scuola per farsi fare la pedicure. Lo sciopero però non riguarda solo i lavoratori, ma anche gli studenti della scuola che non riescono a presentarsi a lezione. Allora Ava propone agli insegnanti di tenere lezioni da remoto, chiedendo a O'Shon di migliorare la rete internet scadente. Il secondo giorno di sciopero, Janine fatica a fare la sua lezione sul sistema solare perché non ha abbastanza alunni. Barbara, che non ha molta dimestichezza con gli apparecchi elettronici, non riesce a gestire una classe mista di bambini che seguono la lezione da remoto e bambini in presenza. Lo stesso succede anche agli altri insegnanti con studenti più grandi. Nel frattempo, O'Shon invita Gregory a giocare con lui e i suoi amici a basket. Quando Janine perde l'ennesima alunna, le viene in mente di fare come Barbara e Melissa hanno fatto con la ragazza del centro estetico e, siccome ha la patente per i mezzi pubblici, decide di passare a prendere personalmente i suoi alunni. La sera, mentre Janine e Gregory sono in un pub, arriva Ava a bordo di un party bus così Janine lo prende in prestito e alle 6 del mattino inizia a fare il giro della città per caricare i suoi venti studenti. Allo stesso tempo, Gregory va al suo primo allenamento di basket con O'Shon e i suoi amici.
- Guest star: Matthew Law (O'Shon), Dax Rey (Brandon), Christopher Daniel (JoJo).
- Ascolti USA: telespettatori 2 906 000[12]

## Girard Creek
- Titolo originale: Girard Creek
- Diretto da: Randall Einhorn
- Scritto da: Chad Morton

### Trama
Lo sciopero dei mezzi di trasporto è finito: gli insegnanti possono tornare a fare lezione in presenza; l'unico a cui dispiace è il signor Johnson perché, in quanto bidello, dovrà ricominciare a pulire ciò che gli studenti sporcano.
I membri della scuola, insegnanti e studenti, vengono invitati alla pre-inaugurazione del nuovo campo da golf come scusa per il disturbo durante tutto l'anno scolastico. Nel frattempo la prenotazione in un ristorante di lusso di Janine viene accettata, però la ragazza, che doveva andare con l'amica Erika, si ritrova da sola. Allora Barbara consiglia a Gregory di prendere il posto dell'amica per un'uscita galante con la fidanzata nonostante i suoi problemi col cibo. Jacob, invece, non demorde nel trovare una passione al suo studente RJ e, quando tutta la scuola si reca al nuovo campo da golf, sembra proprio che il golf sia la risposta. Janine sente, però, dentro di sé che qualcosa non va: è tutto troppo bello. Nel frattempo, Barbara aiuta Gregory con il suo problema legato al cibo e si scopre che il professore è stato cresciuto senza una vera educazione alimentare poiché per il padre consumare un pasto doveva essere utile e non piacevole. Con l'aiuto di Barbara, Gregory scopre che ama il tartufo. Durante la degustazione di pasta e tartufo, Ava e Melissa si mettono d'accordo per rubarne un po' e rivenderlo. I sospetti di Janine si rivelano fondati: l'avvocato del campo da golf, Miles Nathaniel, sfrutta il fatto che la maggior parte degli studenti e dei professori della Abbott appartenga ad una minoranza per farsi pubblicità sostenendo di aver fatto beneficenza. Janine è infuriata e, insieme agli altri insegnanti e Ava, richiede a Miles Nathaniel un programma di golf per gli studenti della Abbott che altrimenti non potrebbero permetterselo. Quando l'avvocato rifiuta, Melissa tira fuori i tartufi pregiati rubati e Gregory minaccia di mangiarli tutti quanti. L'avvocato allora è costretto ad accettare il patto.
- Guest star: Matt Oberg (Miles Nathaniel), Logan Carter (RJ McCann).
- Ascolti USA: telespettatori 2 629 000[13]

## La fiera della scienza
- Titolo originale: The Science Fair
- Diretto da: Tyler James Williams
- Scritto da: Brian Rubenstein

### Trama
- Special guest star: Keith David (Frank).
- Guest star: Jerry Minor (Mr. Morton), Christopher Daniel (JoJo), Jonigan Booth (Tyree).
- Ascolti USA: telespettatori 2 717 000[14]

## Riunione di bilancio del distretto
- Titolo originale: District Budget Meeting
- Diretto da: Richie Edelson
- Scritto da: Rebekka Pesqueira

### Trama
- Special guest star: Josh Segarra (Manny).
- Guest star: Tatyana Ali (Crystal), Sabrina Wu (Mx. Geoffrey), Logan Carter (R.J. McCann), Brandon Kyle Goodman (Richard Tyler Williams), Taylor Garron (Tasha Hoffman).
- Ascolti USA: telespettatori 2 715 000[15]

## Il 100º giorno di scuola
- Titolo originale: 100th Day of School
- Diretto da: Randall Einhorn
- Scritto da: Lizzy Darrell

### Trama
La scuola non ha programmi di insegnamento di una lingua straniera pertanto Jacob si offre di tenere lezioni di spagnolo attraverso l'utilizzo di telenovelas. Allo stesso tempo, mentre la Abbott festeggia i suoi cento giorni di scuola dell'attuale anno scolastico, Barbara riceve una chiamata da sua figlia che le annuncia di essere incinta e che lei e il compagno si trasferiranno a Philadelphia per stare vicino a lei e a suo padre. Viene chiamato il tecnico, O'Shon, per riparare un computer e Ava inizia a mostrare dei segni di affetto nei suoi confronti. Nella sala professori, Barbara condivide la lieta notizia con i colleghi e la preside notando, tuttavia, che i nonni di tutti sono morti oppure invalidi. Una volta finito di riparare il computer nella classe di Gregory, O'Shon rivela al maestro di avere l'intenzione di chiedere ad Ava di uscire per un appuntamento così Janine, che stava origliando, gli dà dei consigli non richiesti. Jacob, che il giorno prima aveva insultato il porcellino d'india di Melissa, le fa una sorpresa comprando una palla per criceti, purtroppo l'animale riesce ad uscire e scappare da dentro l'oggetto. Per la parata del centesimo giorno, i bambini della classe di Barbara si vestono tutti da vecchietti di cento anni e Margaret, un'alunna di Barbara, si veste come lei. Allora la maestra si rivolge ad Ava per avere consigli su come svecchiarsi. Jacob, Melissa e il signor Johnson riescono infine a trovare il porcellino d'india in palestra. Nel frattempo Janine si confronta con Barbara perché il suo nuovo aspetto desta molta attenzione: quest'ultima rivela alla collega più giovane di temere di invecchiare ora che ha scoperto di diventare nonna. Janine riesce a sollevare l'umore di Barbara. Alla fine, nonostante gli inutili consigli di Janine e Gregory su come proporre un primo appuntamento sfarzoso per Ava, O'Shon chiede semplicemente a quest'ultima di uscire e lei accetta.
- Guest star: Raven Goodwin (Krystal), Matthew Law (O'Shon), George Sharperson (Wendall), Iyana Halley (Taylor).
- Ascolti USA: telespettatori 2 334 000[16]

## Libri
- Titolo originale: Books
- Diretto da: Dime Davis
- Scritto da: Jordan Temple

### Trama
Gregory sostituisce l'insegnante di musica e chiede agli studenti di fare degli esempi di canzoni di altri tempi, ma i bambini ne citano alcune di dieci o venti anni fa che per loro sono vecchie. Nel frattempo, Ava passa dalla biblioteca della scuola e riconsegna a Ms. Inez un libro che aveva preso in prestito e nel mentre Krystal, mamma di una bambina della Abbott che sta facendo volontariato proprio nella biblioteca, si accorge che la preside ha un libro con sé, The Sassy Wizard Kid. In quanto cristiana, Krystal ritiene che il libro, poiché parla di magia, vada contro i suoi principi e spinge la preside e gli insegnanti a bandirlo dal catalogo. Melissa e Gary, il suo ex, si rincontrano a scuola e questi le dice che sta per sposarsi e vorrebbe invitarla al matrimonio. Melissa accetta e pensa di invitare come accompagnatore il capitano dei pompieri Robinson benché la loro sia una relazione senza vincoli. Nella sala insegnanti, Janine scopre che Gregory sta cercando un secondo lavoro. Scoperto che The Sassy Wizard Kid è stato tolto dalla biblioteca, Tariq si confronta con Ava perché è il libro che suo figlio gli legge prima di andare a letto e vuole che venga rimesso nel catalogo. Melissa chiama il capitano per invitarlo, ma questi le dice che quel giorno è già impegnato con un'altra donna, allora l'insegnante capisce che vuole rendere la loro relazione chiusa. Tariq e Krystal litigano per la questione del libro e obbligano la scuola a tenere un incontro genitori-insegnanti per discuterne. Nel frattempo Gregory ha trovato un nuovo lavoro. Durante l'incontro genitori-insegnanti, alcuni genitori avanzano richieste discutibili. Tariq nel mentre ordina la pizza ma il fattorino si rifiuta di consegnare le pizze nella biblioteca della scuola quindi chiede a Janine di prendere in mano la situazione: si scopre che il fattorino è Gregory e il rifiuto ad entrare nella scuola è dovuto al fatto che si vergogna di questo suo secondo lavoro. Allo stesso tempo, il signor Johnson aziona l'allarme antincendio così il capitano Robinson giunge in soccorso. Si scopre successivamente che l'allarme era stato fatto partire di proposito cosicché Melissa potesse parlare col capitano e definire il tipo di relazione: i due diventano una coppia a tutti gli effetti. Infine, l'incontro genitori-insegnanti riprende e si giunge alla conclusione di non bandire il libro The Sassy Wizard Kid.
- Special guest star: Mike O'Malley (Capitan Robinson).
- Guest star: Zack Fox (Tariq), Cree Summer (Ms. Inez), Raven Goodwin (Krystal), Bruno Amato (Gary), Dax Rey (Brandon), Taylor Garron (Tasha Hoffman).
- Ascolti USA: telespettatori 2 420 000[17]

## Karaoke
- Titolo originale: Karaoke
- Diretto da: Matthew Pexa
- Scritto da: Brittani Nichols

### Trama
Janine organizza un buffet in cui ogni insegnante, Ava e il signor Johnson porta qualcosa che lo rappresenti per conoscersi meglio. Barbara poi invita tutti ad una serata karaoke, ma Gregory avverte che arriverà in ritardo perché come secondo lavoro è diventato un autista privato mentre Ava non potrà esserci perché ha il suo primo appuntamento con O'Shon. Janine chiede a Barbara se può invitare la sua amica Erika perché si è da poco lasciata col suo vecchio ragazzo, Simon. Arrivati al locale, Jacob nota un ragazzo carino, ma si vergogna a presentarsi. Allo stesso tempo arriva anche Erika in compagnia di Simon, i due si sono rimessi insieme. Al ristorante, Ava usa il suo sarcasmo con O'Shon anche quando lui cerca di conoscerla meglio. Nel frattempo, quando Jacob si offre di andare a prendere da bere per le colleghe, rivede il suo ex Zach, ma dapprima cerca di evitarlo, poi, parlando con Barbara e Melissa, decide di salutarlo. I due si aggiornano sulle rispettive vite e Jacob torna sconsolato dalle colleghe perché sente di non aver realizzato niente al contrario di Zach che adesso è fidanzato e vive nel quartiere dove aveva sempre desiderato vivere. L'appuntamento di Ava e O'Shon sembra non andare a gonfie vele così lui chiede il conto prima del previsto e Ava non capisce il perché: lui le dice che avrebbe voluto sapere qualcosa di più su di lei, perciò Ava decide di aprirsi e raccontargli un po' della sua famiglia; i due decidono allora di andare al karaoke per prolungare l'appuntamento. Nel frattempo Gregory avverte Janine che probabilmente non riuscirà ad arrivare al locale per cantare il duetto con lei perché un cliente che paga profumatamente l'ha contattato. Verso la fine della serata Janine sta cantando da sola la canzone e all'improvviso compare Gregory. Infine, spronato da Barbara e Melissa, Jacob decide di rimorchiare il ragazzo che aveva visto a inizio serata e riesce a farsi lasciare il suo numero. 
- Guest star: Courtney Taylor (Erika), Larry Owens (Zach), Matthew Law (O'Shon), Benjamin Norris (Simon), Matteo Lane (Wyatt), Jaboukie Young-White (Elijah), Chris Fleming (Leonard).
- Ascolti USA: telespettatori 2 522 000[18]

## Controllo
- Titolo originale: Audit
- Diretto da: Jaime Eliezer Karas
- Scritto da: Ava Coleman

### Trama
Janine e Ava si mettono per caso lo stesso vestito e quando si incontrano nella sala professori, Janine è così entusiasta che vuole farsi una foto insieme alla preside la quale nel giro di pochi secondi riesce magicamente a cambiare vestito. Dopodiché, nell'ufficio di Ava, Janine le chiede se sono arrivati gli strumenti usati per controllare lo spelling che aveva richiesto al golf club, ma la preside le risponde che ancora non sono stati portati. Crystal, la preside di un'altra scuole e ex compagna di sorellanza al college di Ava, si presenta a scuola per indagare sul perché la Abbott non abbia fatto richieste di strumenti essenziali al distretto. Ad Ava scappa l'informazione che sta ricattando il golf club così Crystal se ne va infuriata.
Durante la colazione dei bambini in mensa, Jacob sta sorvegliando gli studenti di Barbara poiché quest'ultima non ha sentito la sveglia ed è arrivata a scuola in ritardo. Poi Ava le chiede se può sostituire l'insegnante del corso extrascolastico di musica fino alla fine dell'anno scolastico. Barbara si prende del tempo per pensarci anche se preferisce non farlo. Subito dopo giunge O'Shon che rivela ad Ava che il distretto sta arrivando alla Abbott per indagare sulla questione dei regali da parte del golf club. Nella sala professori, Ava avverte gli insegnanti che pensano a un piano: nascondere tutti gli oggetti finché il distretto non avrà terminato le indagini. I rappresentanti del distretto, guidati da Manny, fanno la loro ispezione, ma non trovano niente finché Miles Nathaniel, l'avvocato che rappresenta il golf club, non arriva personalmente a consegnare gli oggetti richiesti da Janine. Allora Ava è costretta a confessare ai membri del distretto il reato di estorsione nei confronti del golf club, ma, per salvare gli insegnanti, si assume tutta la responsabilità. Il distretto, allora, è costretto è licenziarla. Infine Barbara, ripensando a quanto Ava, dall'essere pessima, sia arrivata ad essere una brava preside, accetta di uscire dalla sua zona di comfort e sostituire l'insegnante di musica per tenere in vita il corso extrascolastico. 
- Special guest star: Josh Segarra (Manny).
- Guest star: Cree Summer (Ms. Inez), Tatyana Ali (Crystal), Matt Oberg (Miles Nathaniel), Matthew Law (O'Shon), George Sharpenson (Wendall), Jim Rash (Thomas), Wayne Wilderson (Rick).
- Ascolti USA: telespettatori 2 463 000[19]

## La lezione di musica
- Titolo originale: Music Class
- Diretto da: Brittani Nichols
- Scritto da: Kate Peterman

### Trama
- Special guest star: Josh Segarra (Manny).
- Guest star: Hero Hunter (Richie), Elijah Felder (Shemar), Kapri Ladd (Sylvie).
- Ascolti USA: telespettatori 2 277 000[20]

## La festa di Ava: la deriva di Tokyo
- Titolo originale: Ava Fest: Tokyo Drift
- Diretto da: Randall Einhorn
- Scritto da: Justin Tan

### Trama
- Special guest star: Jill Scott (sé stessa), Mike O'Malley (Capitan Robinson).
- Guest star: Jerry Minor (Mr. Morton), Cree Summer (Ms. Inez), Langston Kerman (Darnell), Naté Jones (Amber).
- Ascolti USA: telespettatori 2 331 000[21]

## La mobilitazione
- Titolo originale: Rally
- Diretto da: Claire Scanlon
- Scritto da: Joya McCrory

### Trama
Janine comunica ai colleghi che la gita scolastica sarà fatta al Please Touch Museum poiché l'acquario non sarà aperto nel periodo in cui la gita avverrà. Allo stesso tempo Janine, Jacob, Melissa e Barbara hanno un incontro con i membri del distretto per chiedere loro di ridare ad Ava la sua carica di preside presso la Abbott mentre Gregory resta a scuola in qualità di preside ad interim. L'incontro non va come sperato, ma Janine si ricorda che se fosse stato un insegnante ad aver ricattato il golf club, il distretto non l'avrebbe licenziato bensì gli avrebbe solamente fatto un richiamo così escogita un piano: ritrattare la confessione di Ava per incolpare sé stessa, Barbara, Melissa e Jacob. Nel frattempo, Gregory accoglie Miles, l'avvocato che rappresenta il campo da golf, a scuola per chiedergli di non interrompere il programma extrascolastico tra gli studenti della Abbott e l'attività sportiva presso il club. Il piano di Janine, tuttavia, non sortisce l'effetto desiderato: il distretto sospende tutti e quattro gli insegnanti per una settimana e Ava rimane licenziata per aver mentito. Appresa la notizia della sospensione dei propri insegnanti, gli studenti escogitano un modo per protestare contro il distretto. Gregory corre ai ripari chiedendo a Tariq e Krystal di sostituire gli insegnanti. I membri del distretto giungono alla Abbott proprio mentre gli studenti sono sul punto di iniziare una protesta e calmano le acque. Quando il distretto mette nuovamente in chiaro le cose, intervengono i genitori dell'associazione genitori-insegnanti, i proprietari dei business locali (tra cui il padre di Ava che è barbiere), i protestanti dell'associazione B.L.A.C.K.S., Miles Nathaniel e alcuni dei presidi di altre scuole come la nemesi di Ava, Crystal. Tutti quanti si uniscono e riescono a far cambiare idea al distretto. Alla fine, il padre di Ava parla con sua figlia e cerca di ricucire i rapporti.
- Special guest star: Keith David (Frank Coleman).
- Guest star: Zack Fox (Tariq), Jerry Minor (Mr. Morton), June Diane Raphael (Elizabeth Washington), Raven Goodwin (Krystal), Matt Oberg (Miles Nathaniel), Jim Rash (Thomas), Wayne Wilderson (Rick), Tatyana Ali (Crystal), hristopher Daniel (JoJo), Logan Carter (RJ McCann), Dax Rey (Brandon).
- Ascolti USA: telespettatori 2 479 000[22]

## Il Please Touch Museum
- Titolo originale: Please Touch Museum
- Diretto da: Randall Einhorn
- Scritto da: Riley Dufurrena e Garrett Werner

### Trama
- Guest star:
- Ascolti USA: telespettatori